# Indrek Varblane
Indrek Varblane, né le 5 mai 1968, à Tallinn, en République socialiste soviétique d'Estonie, est un ancien joueur estonien de basket-ball. Il évolue durant sa carrière au poste de arrière.